# Experiência do usuário

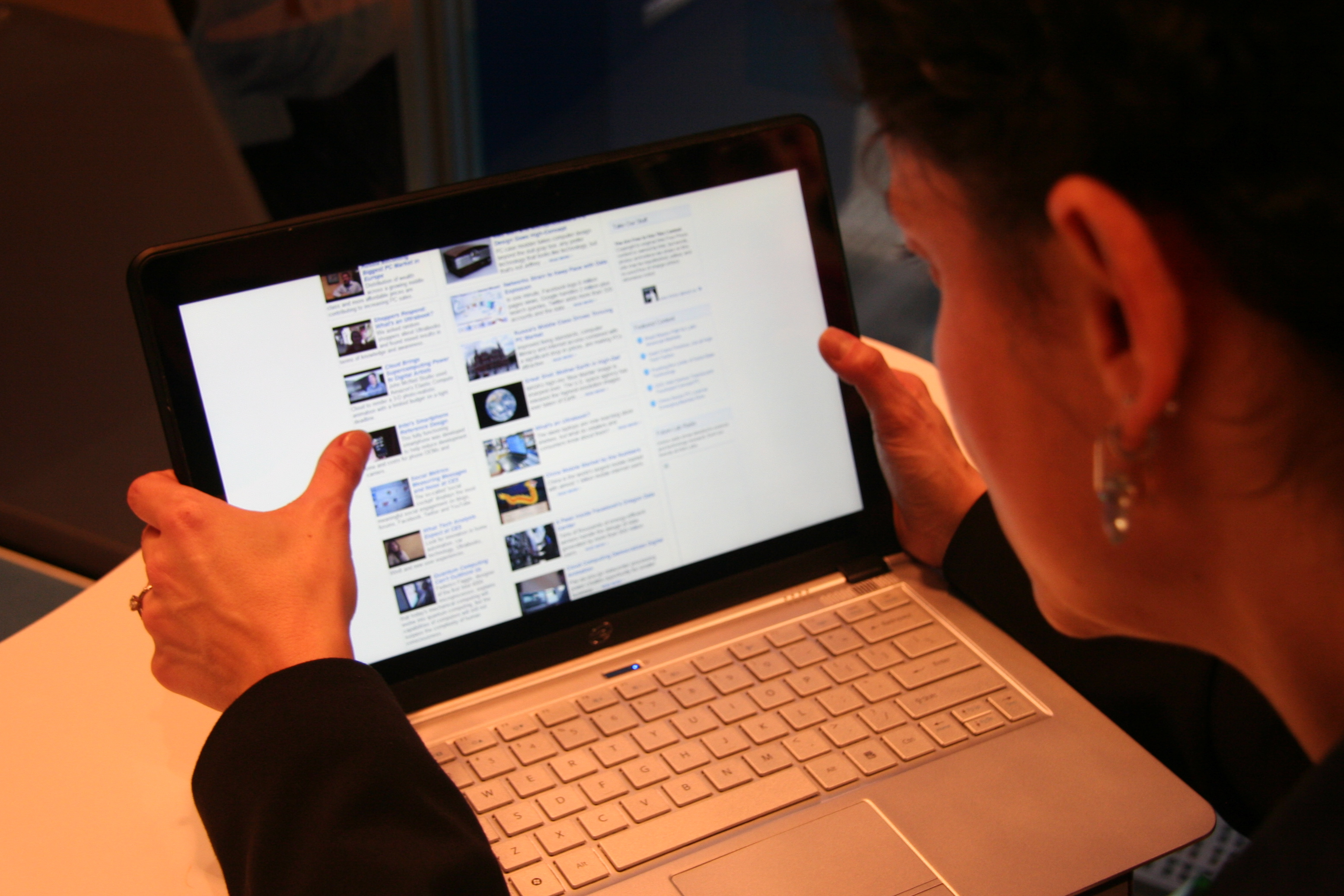
Em seus testes, a gerente de experiência do usuário da Intel, Daria Loi, observou pessoas usando os polegares para tocar em ambos os lados da tela, semelhante à forma como seguram um tablet ou smartphone. Mas Loi afirma que os participantes expressaram veementemente que não queriam que o teclado desaparecesse. "Muitos deram razões práticas ou emocionais para gostar do teclado físico, como a sensação ou o som ao pressionar as diferentes teclas", disse ela. "A maioria dos participantes não gostou de interagir com o teclado virtual, mesmo quando o toque era sua modalidade de entrada favorita." Matéria da Intel Free Press: As pessoas querem toque nas telas de laptop? Testes com consumidores revelam que os usuários querem um único dispositivo com um teclado que abra, feche e seja sensível ao toque.

Experiência do usuário (EU), do inglês user experience (UX), é o conjunto de elementos e fatores relativos à interação do usuário com um determinado produto, sistema ou serviço cujo resultado gera uma percepção positiva ou negativa. O termo foi utilizado pela primeira vez por Donald Norman na década de 1990. Segundo Norman, UX envolve não somente aspectos relacionados ao design (hardware, software, interface, usabilidade, facilidade de busca etc), mas também destaca os aspectos afetivos e experienciais, significativos e valiosos de interação humano-computador e propriedade do produto. A experiência do usuário é de natureza subjetiva, pois é sobre a percepção e pensamento individual no que diz respeito ao sistema. Ela é também dinâmica, pois é constantemente modificada ao longo do tempo, devido à evolução das circunstâncias e inovações.
Um conceito importante no design UX é o processo pelo qual os usuários formam experiências. Quando o usuário encontra um produto, forma uma impressão momentânea, que evolui ao longo do tempo. Neste processo, a percepção, ação, motivação e cognição do usuário se integram para formar uma história memorável e coerente: chamada "experiência do usuário". Esse processo suscita respostas emocionais, que determinam em grande parte se a experiência será considerada positiva ou negativa.
Designers UX
Os designers que estão cientes do processo de formação de experiência, procuram criar e moldar os fatores que influenciam o processo deliberadamente. Para fazer isso, um designer UX considerará o uso de certas questões a serem feitas como "Por que?", "O que" e "Como" . O porquê envolve as motivações dos usuários para adotar um produto, seja se relacionando com uma tarefa ou que desejam realizar com ele, seja com valores e pontos de vista associados à propriedade e uso do produto. O que aborda as coisas que as pessoas podem fazer com o produto, a sua funcionalidade. O como, relaciona-se ao design da funcionalidade de uma maneira acessível e esteticamente agradável. O projeto UX começa a partir do Porquê, então determina O Que e, finalmente, Como o modo de criar os produtos com os quais os usuários podem formar experiências significativas.

## Definições
Criada em 2011, a ISO 9241-210 define a experiência do usuário como "as percepções e reações de uma pessoa que resultam do uso ou utilização prevista de um produto, sistema ou serviço." De acordo com a definição da ISO, experiência do usuário inclui todas as emoções, crenças, preferências, percepções, respostas físicas e psicológicas, comportamentos e realizações do usuário que ocorrem antes, durante e após o uso.
A ISO possui seis princípios chaves:
- 1.O	projeto	é	baseado	no	entendimento	explícito	de	usuários,	tarefas	e	ambientes.
- 2.Os	usuários	estão	envolvidos	em	todo	projeto	e	desenvolvimento.
- 3.O	projeto	é	conduzido	e	refinado	por	avaliações	centradas	no	usuário.
- 4.O	processo	é	interativo.
- 5.O	projeto	aborda	toda	a	experiência	do	usuário.
- 6.A	equipe	de	design	inclui	competências	multidisciplinares	e	perspectivas.[3]

Ela também lista três fatores que influenciam a experiência do usuário: o sistema, usuário e do contexto de uso.
Para desenvolver novas métricas de qualidade de áudio e vídeo, o conceito de QoE precisa ser integrado ao modelo dessas métricas; Por exemplo, a preferência do usuário para o conteúdo multimídia deve ser considerado.

## 5 Elementos Básicos da UX
Segundo Jesse James Garrett, que possui um dos mais respeitados e implementados modelos de UX no mundo: “The Elements of User Experience”, de todos os elementos que contribuem para a experiência, desde do seu início no ponto mais rudimentar até uma forma mais tangível onde se passa a  ter a experiência, a maior parte de um projeto UX acontece abaixo da camada mais exposta.

### Superfície
Essa camada é mais tangível, pois onde se concentram as decisões sobre a finalização do projeto e é onde atingirá diretamente o usuário. Engloba textos e imagens, alguns que se podem clicar, realizando alguma função como de levar ao carrinho de compras.

### Esqueleto
Neste plano é feito todo o rascunho do projeto para o usuário de forma rudimentar ainda, esse plano possui uma grande interação com o plano de estrutura. É constituído pela colocação de botões, controles, fotos e blocos de texto, projetado para otimizar o arranjo desses elementos, a aumentar a efetividade e a eficiência. Como por exemplo, para que você se lembre do logotipo ou possa encontrar o botão carrinho de compras quando precisar.

### Estrutura
É feito a concretização do plano de esqueleto, complementando o projeto do que já foi feito no plano anterior. O esqueleto é uma expressão concreta, já a estrutura, é abstrata. O esqueleto define o posicionamento da interface de elementos na página, a estrutura define como os usuários chegarão a essa página e onde podem ir quando terminarem ou o esqueleto pode definir o arranjo de navegação dos elementos em categorias de produtos, a estrutura definiria quais eram essas categorias.

### Escopo
Nessa parte o objetivo é mapear e coordenar funcionalidades e informações que sejam relevantes para o que foi obtido no plano anterior. Define a forma como os vários recursos e funções do site se encaixam. Por exemplo, alguns sites de comércio oferecem um recurso que permite aos usuários salvarem os endereços de envio para que eles possam ser usados novamente. Seja este o recurso - ou qualquer recurso - que está incluído em um site, então é uma questão de escopo.

### Estratégia
Dita como a camada mais profunda, nele ocorre todo o mapeamento, pesquisas e hipóteses sobre as necessidades do usuário. É fundamentalmente determinada pela estratégia do projeto, ou seja, incorpora não somente o que as pessoas executam, mas também o que elas e o desenvolvedor desejam como objetivo final, como por exemplo no caso de lojas em que a finalidade é que os usuários comprem os produtos apresentados.

## Design de interação
Design de interação é uma das disciplinas que é fundamental para uma boa experiência de usuário. Ela ajuda a definir o que funciona melhor para o usuário final. Alguns pontos que designers de interação devem ter em mente são:
- Definir padrões de interação de acordo com o contexto
- Incorporar a necessidade do usuário no design
- Interface intuitiva
- Informações importantes para o usuário
- Comunicar pontos fortes do sistema
- Consistência em todo o sistema

### As cinco dimensões do design de interação
O conceito de dimensões para design de interação foi introduzido no livro Designing Interactions de Bill Moggridge. Nele, o acadêmico Gillian Crampton Smith propôs um modelo com as quatro dimensões de uma linguagem de design de interação. Em seguida, Kevin Silver adicionou uma quinta dimensão a esse modelo.

#### 1D: Palavras
Palavras devem ter significado e ser simples de entender, especialmente as palavras usadas em interações como botões. Elas devem comunicar informação ao usuário sem ser exagerada.

#### 2D: Representações visuais
Essa dimensão está relacionada aos elementos gráficos como imagens, tipografia, diagramas, ícones e outros.Normalmente suplementam as palavras usadas para comunicar informação ao usuário.

#### 3D: Objetos físicos ou espaço
Define com quais objetos usuários interagem (mouse ou touchpad em um laptop ou dedos em um smartphone) e o espaço onde o fazem (sentado em um escritório ou em pé no metrô).

#### 4D: Tempo
Dimensão relacionada ao tempo em que usuário interage com o produto, refere-se principalmente a mídias não estáticas como vídeos, animação, sons.

#### 5D: Comportamento
Ajuda a entender como usuários operam o produto, completam ações no website, como reagem ao produto. Em suma, refere-se ao modo como as outras quatro dimensões definem as interações entre usuário e produto.

## Design visual
O design visual é o uso de imagens, cores, tipografia e formas para melhorar a usabilidade e melhorar a experiência do usuário. O conceito é necessário para demonstrar e guiar as funções antes estabelecidas no design de interação e como as mesmas podem ser acessadas e usadas, chamando atenção para os pontos corretos. Além disso o design visual carrega a responsabilidade de comunicar as possibilidades, as limitações e os estados das interações, tendo efeito tanto na experiência geral como na usabilidade real como afirma Norman  "... o grau de estética do sistema afetou as percepções pós-uso de estética e usabilidade, enquanto a o grau de usabilidade real não teve esse efeito. "
De certa forma, o design visual pode ser pensado como uma mistura entre design gráfico e design de experiência do usuário. O design gráfico é geralmente o design de imagens estáticas ou visuais. Já o design da experiência do usuário incorpora design de interação e design de interface do usuário, enfocando assim na comunicação. O design visual fica no meio, incorporando interação e imagens estáticas com o objetivo de melhorar a comunicação e a usabilidade.

### Princípio C.R.A.P

#### Contraste
Contraste visual é fundamental para direcionar a atenção do usuário para as partes essenciais da interface, as partes que queremos que obrigatoriamente ele veja. Contraste ajuda o usuário a entender a relação entre os elementos de navegação na página e é a principal forma de comunicar grupos de informação.

#### Repetição
Repetição tem grande relação com consistência. Diferentes áreas da aplicação devem refletir a mesma abordagem de design e um mesmo elemento da interface deve transmitir a mesma ideia em qualquer parte da aplicação. 

#### Alinhamento
Alinhamento fornece uma âncora visual e faz a página parecer mais unificada. A regra básica do alinhamento é que todo elemento no design deve se alinhar ou relacionar com um outro elemento.

#### Proximidade
Proximidade trabalha em conjunto com o alinhamento, onde os elementos relacionados devem também se relacionar visualmente, através da aproximação. O contrário também é válido: aproximar elementos que não têm nenhum tipo de relação pode confundir o usuário. 

## Usabilidade
No contexto da interação humano-computador, usabilidade refere-se à capacidade de uso de um produto por um determinado usuário para atingir determinados objetivos de modo eficaz, eficiente e satisfatório, num determinado contexto de uso.  Uma boa usabilidade é essencial para uma experiência de usuário positiva, mas não a garante por si só.

### Teste de usabilidade
Para avaliar a fluidez da experiência no programa ou website, modo de interação, curva de aprendizado do usuário, além de expor eventuais problemas que não tenham sido identificados durante o desenvolvimento, são realizados testes de usabilidade com usuários reais. Por serem conduzidos diretamente com usuários, esses teste geram resultados livres de quaisquer influência dos desenvolvedores, designers ou dos agentes envolvidos no projeto.
Teste de usabilidade envolve observar um usuário real usando o produto enquanto toma-se nota de seu comportamento e pensamentos. Técnicas para coleta desses dados incluem rastreamento ocular e protocolo think aloud. 

#### Benefícios de testes de usabilidade[19]
- Redução de custo com desenvolvimento e redesign
- Aumento da taxa de retenção de clientes
- Redução da taxa de erros pelo usuário
- Redução de gasto com atendimento ao cliente
- Aperfeiçoamento da experiência de usuário

### Acessibilidade
No contexto da UX, acessibilidade refere-se à facilidade de uso e entendimento de um sistema, bem como nível de compreensão da informação e recursos. Pode também estar relacionada à facilidade de uso para pessoas com deficiência.
A Web é fundamentalmente projetada para trabalhar para todas as pessoas, seja qual for seu hardware, software, idioma, cultura, localização ou habilidade física ou mental. Quando ela atende a esse objetivo, ela torna-se acessível para pessoas de uma ampla gama de habilidade cognitiva, capacidade de audição, movimento e visão. Acessibilidade na web faz com que o impacto da deficiência seja radicalmente reduzido na internet, pois elimina as barreiras de comunicação e interação que muitas pessoas enfrentam no ambiente físico. Sites, tecnologias ou ferramentas da web mal concebidos podem criar empecilhos que expõem ainda mais as dificuldades e impossibilitam acesso a web de forma satisfatória.[carece de fontes?]
Práticas que podem ser adotadas em websites para maior acessibilidade incluem:
- Inserir textos descritivos às imagens
- Permitir somente entrada de teclado
- Transcrever áudios para textos[21]
- Aumentar fontes
- Adotar cores de alto contraste
- Optar por fontes para disléxicos[22]

## Exemplo de Utilização da UX
O processo de design de experiência do usuário busca o ideal da experiência do usuário com o produto, de forma que aconteça sem sua intenção consciente, de forma que não seja explícita.
Uma maneira de ser trabalhada essa ideia, é quebrando esse trabalho de elaboração em elementos, facilitando o entendimento como um todo.
A experiência do usuário, por fim, é o resultado desse conjunto de decisões tomadas durante o processo de criação do produto, sistema ou serviço: tendo em vista como ele vai aparecer, se comportar, quais as possibilidades que oferece, entre outros. Pode ajudar a compreender essas decisões a separação delas em camadas.

### Os elementos básicos da experiência do usuário, voltados para o desenvolvimento de um site:[24]

#### Carregamento do site
O tempo de espera ou falhas em seu site pode ser crucial para afastar um possível cliente, se existirem outras opções onde ele se veja melhor atendido, não hesitará em escolhe-la. Além disso, os conhecidos erros de carregamento 404 são um problema.

#### SEO Search Engine Optimization
Um conjunto de técnicas voltadas a tornar o site mais atrativo as ferramentas de busca. O consumidor geralmente tem seu primeiro contato com um e-commerce por meio dessas ferramentas, como Google, Bing ou Yahoo. Ignora-las é perder a oportunidade de usa-las a seu favor, pois fornecem acessos de forma natural por pesquisa. Um problema relacionado é o uso de termos como “Home” ou “Página Inicial”, em vez de usar alguma palavra-chave ou o slogan da marca.

#### Adaptação a diferentes dispositivos e plataformas
Neste elemento, o nome já diz muito, com o crescente uso de smartphones e tablets a cada dia, vem junto a demanda por produtos voltados a essas plataformas, que entreguem uma experiência de navegação adequada ao usuário mobile.

#### Produção de conteúdo
Se não é produzido um conteúdo que informe e eduque os consumidores, perderá chances de criar envolvimento e fechar futuras vendas. Produtos e serviços precisam ter um valor agregado e uma credibilidade passada ao público. Quando o e-commerce se preocupa em produzir bons conteúdos sobre a área e as experiências proporcionadas pelas suas ofertas, tem-se mais confiança e cria oportunidade de negócios a serem fechados.

#### Visual Design
A composição visual de um site também faz toda a diferença na experiência do usuário. É fundamental para o sucesso do seu site cuidar dos aspectos visuais, como o tamanho dos blocos de texto, a dimensão das imagens e, principalmente, as cores de botões e layout.

## Outras disciplinas somadas ao UX Design
Com o passar do tempo, começamos a ter outras disciplinas unindo-se ao UX Design, como a psicologia e as neurociências.
O autor Jon Yablonski em seu livro Laws of UX: Using Psychology to Design Better Products & Services é um dos pioneiros em trazer insights estudados pela psicologia para serem aplicados em projetos que possuem designers como facilitadores, no intuito de se ter um aprofundamento sobre aspectos humanos durante a concepção das soluções. 
A junção das neurociências ao UX Design também tem o mesmo propósito que a junção da psicologia, porém a sua base é o estudo do sistema nervoso. No livro Design com Neurociências Desvendando o comportamento humano para aprimorar seus projetos do autor Alex Soares, ele propõe trazer fundamentos e artigos científicos sobre tomadas de decisões, emoções, desenvolvimento das memórias e padrões de comportamento para somar aos processos de pesquisa que contemplam os projetos de UX. 
Ambas as disciplinas contemplam a abordagem do Design Comportamental, tendo como objetivo central a criação de valor dentro de uma experiência com base no comportamento humano.